# الکساندر ۲۷۱۱
سیارک ۲۷۱۱ (به انگلیسی: 2711 Aleksandrov، نامگذاری:1978QB2) دو هزار و هفتصد و یازدهمین سیارک کشف شده‌است که در ۳۱ اوت ۱۹۷۸ کشف شد.
قدر مطلق سیارک برابر ۱۱٫۵۰ است.